# Gritos de muerte y libertad
Gritos de muerte y libertad es una serie de televisión mexicana basada en el período de la guerra de la Independencia de México, producida por Bernardo Gómez y Leopoldo Gómez y dirigida por Gerardo Tort y Mafer Suárez. Los guionistas Caitlin María Irwin, Carlos Pascual (guionista también de Mujeres asesinas), Luis Mario Moncada (guionista de S.O.S.: Sexo y otros secretos y Los simuladores) y Catalina Aguilar (guionista  de la serie Tabacotla) escribieron los 13 capítulos de los que consta la serie. La serie fue  asesorada por un grupo de historiadores en los que se encuentran Enrique Krauze, Héctor Aguilar Camín, Javier Garciadiego, Enrique Florescano y Rafael Rojas. De igual manera la serie contó con el apoyo directo de otros historiadores en la manufactura de los guiones, entre ellos Úrsula Camba, Alfredo Ávila y Juan Ortiz Escamilla. Los productores generales son Juan Manuel Ortega Riquelme y Yolanda Ocampo. La serie se estrenó el 30 de agosto de 2010 con motivo del Bicentenario de la Independencia de México y finalizó el 16 de septiembre del mismo año.

## Fundamentos
Colección de documentos para la historia de la independencia de México entre 1808 y 1821:
- Juan E. Hernández y Dávalos
- Lucas Alamán
- Carlos María de Bustamante.

Historiadores
- Dr. Enrique Krauze (Editorial Clío y Letras Libres)
- Dr. Carlos Herrejón Peredo (Academia Mexicana de la Historia Nacional)
- Dr. Virginia Guedea Rincón Gallardo (Instituto Nacional de Investigadores de México)
- Dr. Alfredo Ávila (Instituto de Investigaciones Históricas de la UNAM)
- Lic. Juan Ortiz Escamilla (Instituto de Investigaciones Histórico-Sociales de la Universidad Veracruzana).

## Reparto
| Personaje                 | Personaje                             | Actor/Actriz         |
| ------------------------- | ------------------------------------- | -------------------- |
| Cónyuge                   | Ana María Huarte                      | Irene Azuela         |
| Militar Realista          | Agustín de Iturbide                   | Daniel Giménez Cacho |
| Militar Realista          | Antonio López de Santa Anna           | José María Yazpik    |
| Jefe Comandante           | Carlos Beneski                        | Marius Biegai        |
| Comerciante               | Epigmenio González Flores             | Jorge de los Reyes   |
| Comerciante               | Emeterio González Flores              | Dov Yeger            |
| Virrey de la Nueva España | Félix María Calleja del Rey           | Odiseo Bichir        |
| Arzobispo                 | Francisco Javier de Lizana y Beaumont | Marcial Fernández    |
| Virrey de la Nueva España | Francisco Xavier Venegas              | Arturo Ríos          |
| Abogado                   | Francisco Primo de Verdad y Ramos     | Mario Iván Martínez  |
| Abogado                   | Juan Francisco Azcárate y Lezama      | Miguel Rodarte       |
| Sacerdote                 | Fray Melchor de Talamantes            | Carlos Arau          |
| Terrateniente             | Gabriel de Yermo                      | Alejandro Reza       |
| Militar Insurgente        | Guadalupe Victoria                    | Diego Luna           |
| Militar Insurgente        | José Mariano Jiménez                  | David Medel          |
| Militar Insurgente        | Ignacio Allende                       | Julio Bracho         |
| Militar Insurgente        | Ignacio Aldama                        | Moisés Arizmendi     |
| Capitán de Regimiento     | Joaquín Arias                         | Antonio de la Vega   |
| Corregidora de Querétaro  | Josefa Ortiz de Domínguez             | Lumi Cavazos         |
| Sacerdote                 | José María Morelos y Pavón            | Alberto Estrella     |
| Militar Realista          | José Mariano Galván                   | Salvador Benavides   |
| Virrey de la Nueva España | José de Iturrigaray                   | Emilio Echevarría    |
| Intendente de Guanajuato  | Juan Antonio Riaño y Bárcena          | Alejandro Perazza    |
| Militar Realista          | José Antonio de Echávarri             | Lenny Zundel         |
| Virrey de la Nueva España | Juan Ruiz de Apodaca                  | Ricardo Blume        |
| Capitán de Regimiento     | Juan Aldama                           | Alejandro Cuétara    |
| Escribano Real            | Juan Fernando Domínguez               | Luis Gerardo Méndez  |
| Alcalde                   | Juan Ochoa                            | René García          |
| Cónyuge                   | María Ignacia Escalada                | Rosa María Bianchi   |
| Cónyuge                   | María Inés Jáuregui                   | Tiaré Scanda         |
| Cónyuge                   | María Victoria de Saint-Maxent        | Claudia Ramírez      |
| Militar Insurgente        | Mariano Abasolo                       | Christian Uribe      |
| Ministro de la Audiencia  | Miguel Bataller y Vasco               | Alejandro Calva      |
| Corregidor de Querétaro   | Miguel Ramón Sebastián Domínguez      | Alexis Ayala         |
| Sacerdote                 | Miguel Hidalgo y Costilla             | Alejandro Tommasi    |
| Albacea                   | Leona Vicario                         | Cecilia Suárez       |
| Abogado                   | Andrés Quintana Roo                   | Gerardo Trejoluna    |
| Historiador               | Lucas Alamán                          | Osvaldo Benavides    |
| Juez Eclesiástico         | Rafael Gil de León                    | Héctor Holten        |
| Militar Insurgente        | Vicente Guerrero                      | Dagoberto Gama       |
| Militar Insurgente        | Nicolás Bravo                         | Rodolfo Nevárez      |
| Sacerdote                 | Mariano Matamoros                     | Ángel Enciso         |
| Militar Insurgente        | Hermenegildo Galeana                  | Adalberto Parra      |
| Militar Realista          | Manuel de la Concha                   | Rubén Zamora         |
| Liberal Español           | Francisco Xavier Mina                 | Álvaro Sagone        |
| Militar Realista          | José Gabriel de Armijo                | Felipe Nájera        |

## Episodios
Anexo:Episodios de Gritos de muerte y libertad
La serie consta de 13 episodios que se transmitieron entre el 30 de agosto y el 16 de septiembre del 2010.
| N.º | Título                        |
| --- | ----------------------------- |
| 01  | El primer sueño: 1808         |
| 02  | Las conspiraciones de Josefa  |
| 03  | El estallido: 1810            |
| 04  | Sangre que divide             |
| 05  | Entre el miedo y la victoria  |
| 06  | Décimas para Ortega           |
| 07  | El triunfo del temple         |
| 08  | El fin de las campañas        |
| 09  | Retrato de una Leona          |
| 10  | La última conjura             |
| 11  | La patria es primero          |
| 12  | El fin de la clandestinidad   |
| 13  | El nacimiento de la República |

## Curiosidades
- El episodio piloto de la serie fue un corto de 5 minutos sobre Emiliano Zapata dirigido por Mafer Suárez y guion de Catalina Aguilar Mastretta.
- Al principio la idea era de que fueran cortos de cinco minutos, pero los ejecutivos de Televisa al ver el piloto decidieron aumentarlo a 22 minutos para hacer programas de media hora.
- La directora de la serie Mafer Suárez es hermana de la actriz Cecilia Suárez.
- La serie tiene locaciones en distintas ciudades y estados de México como el Distrito Federal, Texcoco, lugares del Estado de México, Dolores Hidalgo, Guanajuato, entre otros.
- El director de arte de la serie es Carlos Herrera y los diseñadores de vestuario y caracterización son Josefina Echeverria (ganadora del Ariel 2010 por mejor vestuario) y Pedro Kóminik.
- En el capítulo 4 “Sangre que divide” cuando toman la Alhóndiga de Granaditas, El Pípila no quema la puerta.
- Cada capítulo de la serie costó 3 millones de pesos.

## Crítica
Álvaro Cueva, del diario Milenio, describió a la producción de Gritos de muerte y libertad como «preciosa, maravillosa y divina», resaltando asimismo que «No hay punto de comparación con ningún otro producto realizado en México por una casa productora 100% mexicana, una que jamás haya recibido un centavo ni de Estados Unidos ni de Europa.
Otras voces han señalado que Televisa distorsionó la historia con fines de manipulación ideológica y política. La Comisión Estatal de Derechos Humanos del Estado de Guerrero calificó como "una distorsión grotesca y una infamia, la que se hace de los héroes de la Independencia, en los pasajes de la historia que se transmiten a través de Televisa con el nombre de «Gritos de Guerra [sic] y Libertad»".
Por su parte, el pintor e historiador Ricardo Infante Padilla afirmó que Televisa produjo la serie con la finalidad de desacreditar a los héroes populares e inducir en la audiencia falsas concepciones sobre la Independencia; propuso además que el Gobierno y el Congreso del Estado exigieran a la televisora una aclaración al respecto.

## Premios

### Premios TVyNovelas
| Año  | Categoría                   | Resultado |
| ---- | --------------------------- | --------- |
| 2011 | Mejor serie hecha en México | Ganadora  |

### Premios Califa de Oro
| Año  | Categoría   | Nominado          | Resultado |
| ---- | ----------- | ----------------- | --------- |
| 2010 | Mejor actor | Alejandro Tommasi | Ganador   |